# Biblioteca pública de Busolwe
La Biblioteca pública de Busolwe (en inglés: Busolwe Public Library; o la BPL por sus siglas en inglés), es una biblioteca comunitaria pequeña en el pueblo de Busolwe, el este de Uganda. La biblioteca tiene como objetivo mejorar la cultura de la lectura en general en la localidad y servir como una extensión del aprendizaje más allá del aula. Forma parte de la Asociación de Bibliotecas de la Comunidad Uganda (UgCLA).La Biblioteca Pública Busolwe (BPL) fue fundada por la Asociación de la lengua Lunyole (LLA) en 1996. BPL es orgullosamente la única biblioteca de la comunidad que sirve al distrito de Butaleja de la Región Oriental de Uganda. A lo largo de su historia, la biblioteca ha tenido la oportunidad de trabajar con una serie de organizaciones con sede fuera de Uganda, como el Cuerpo de Paz y Go Global de la Universidad de Columbia Británica (Canadá). 